# 福岡県済生会八幡総合病院
福岡県済生会八幡総合病院（ふくおかけんさいせいかいやはたそうごうびょういん）は、福岡県北九州市八幡西区に存在し、恩賜財団済生会が運営する医療機関である。正式名称は社会福祉法人恩賜財団済生会支部福岡県済生会八幡総合病院。通称は済生会八幡総合病院。

## 外来診療科
- 内科
- 小児科
- 外科
- 消化器内科
- 消化器外科
- 整形外科
- 皮膚科
- 泌尿器科
- 眼科
- 耳鼻咽喉科
- 脳神経外科
- 放射線科
- 麻酔科
- 循環器内科
- 腎臓内科
- 腎臓外科（腎臓移植）
- 婦人科
- 病理診断科
- リハビリテーション科
- 総合診療部
- 神経内科
- 心療内科
- リウマチ科

## アクセス
- JR鹿児島本線

八幡駅下車徒歩14分
- 西鉄バス北九州「春の町」バス停下車

## 火災事故
1973年（昭和48年）3月8日の深夜、当病院の産婦人科外来診療室にて火災が発生した。産婦人科の医長が就寝の際につけた蚊取り線香の火が、近くにあったカーテンに着火したのである。通報の遅れ、初期消火の失敗、防火区画の不備などが重なり、建物1階から4階まで延焼した。同日の午前5時25分頃に鎮火。13名の死者（いずれも入院患者で、11名が窒息死、1名が4階の窓からの飛び降り、1名は搬送先の病院でショック死）を出した。同火災により、病院へのスプリンクラー設備設置強化が進められた。